# Nazionale maschile di hockey su prato della Svizzera
La nazionale di hockey su prato della Svizzera è la squadra di hockey su prato rappresentativa della Svizzera ed è posta sotto la giurisdizione della Swiss Hockey.

## Partecipazioni

### Mondiali
- 1971-2006 - non partecipa

### Olimpiadi
- 1908 - non partecipa
- 1920 - non partecipa
- 1928 - 5º posto
- 1932 - non partecipa
- 1936 - 5º posto
- 1948 – 5º posto
- 1952 – 8º posto
- 1956 – non partecipa
- 1960 – 15º posto
- 1964-2008 - non partecipa

### Champions Trophy
- 1978-2008 – non partecipa

### EuroHockey Nations Championship
- 1970 - 8º posto
- 1974 - 17º posto
- 1978 - non partecipa
- 1983 - non partecipa
- 1987 - non partecipa
- 1991 - 11º posto
- 1995 - 11º posto
- 1999 - 10º posto
- 2003 - 11º posto
- 2005 - non partecipa
- 2007 - non partecipa